# Rèplica
En informàtica, una rèplica és una còpia exacta d'un conjunt de dades. Damunt d'internet, una rèplica d'un lloc web és una còpia exacta d'un altre lloc web. Els llocs web que són rèpliques s'utilitzen bàsicament per a subministrar diverses còpies de la mateixa informació, en particular per a les baixades de gran envergadura. En una rèplica, la tramesa de dades es realitza en una sola direcció mentre que la sincronització de fitxers és un mètode bidireccional.